# Беязыт (площадь)
Пло́щадь Беязы́т (тур. Beyazıt Meydanı) — площадь в квартале Беязыт в старой части Стамбула. На этой площади расположены главный вход Стамбульского университета, мечеть Баезид и ворота Гранд-Базара.

## История
Площадь Беязыт находится на месте византийской площади Быков (Forum Tauri), которая была построена в 393 году в эпоху правления римского императора Феодосия I. В центре этой площади была сооружена триумфальная арка, украшенная головами быков и огромный фонтан, вода к которому поступала по акведуку Валента. Позднее византийцы расширили площадь и переименовали её в площадь Феодосия. От этих построек до сегодняшнего дня дошли лишь отдельные фрагменты каменных блоков и колонн арки.
Современное название площадь получила в честь мечети Баезид (Беязыт), построенной во времена правления султана Баязида II в 1500—1506 годах.

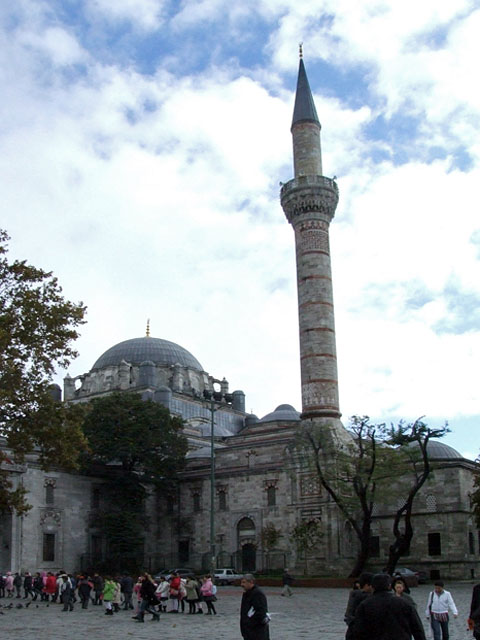
Мечеть на площади Беязыт
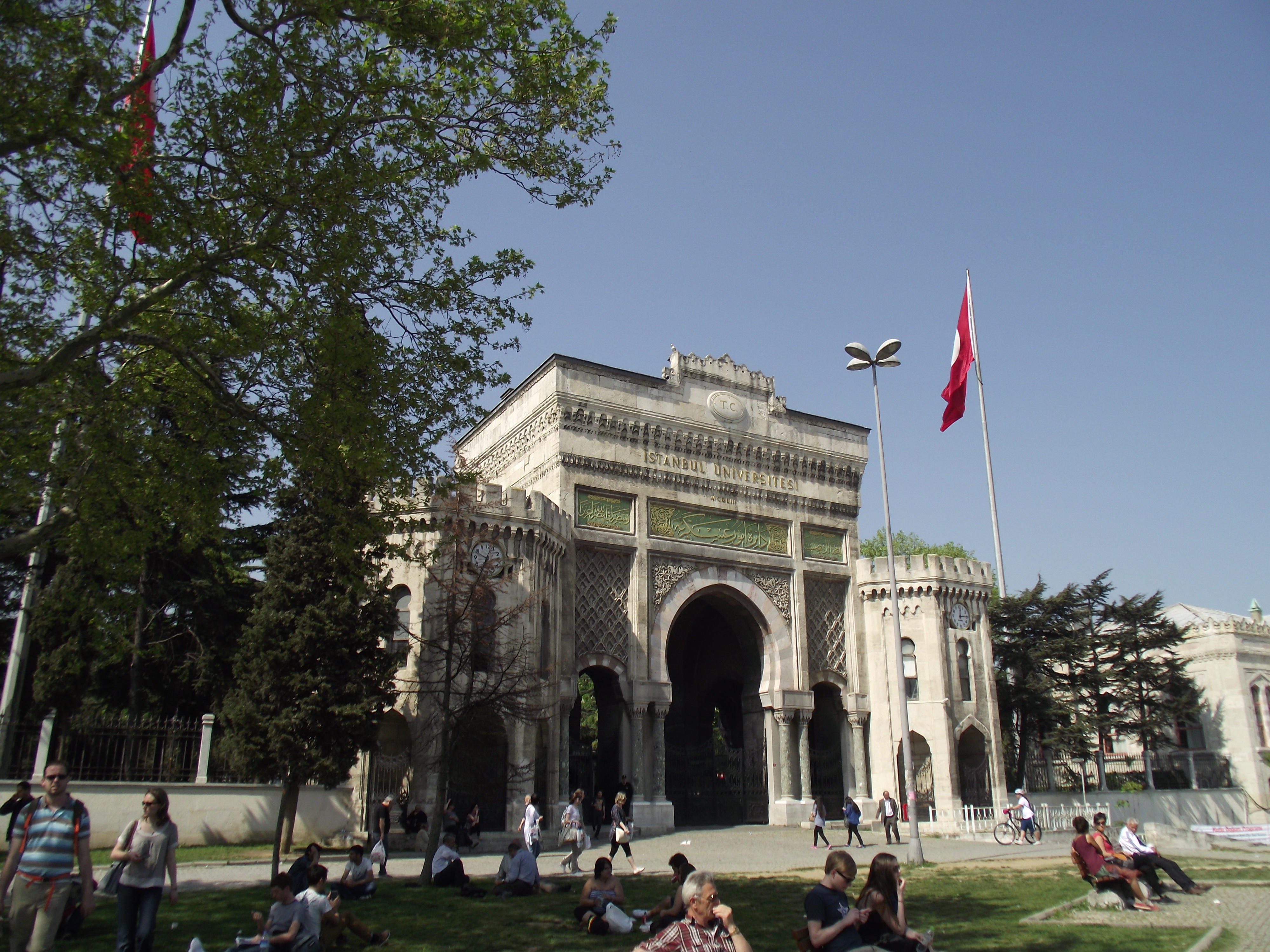
Главные ворота Стамбульского университета на площади Беязыт